# 載徳駅
載徳駅（チェドクえき）は朝鮮民主主義人民共和国咸鏡北道吉州郡に位置する朝鮮民主主義人民共和国鉄道省白頭山青年線の駅である。